# Отношения ДР Конго и Республики Конго
Отношения Демократической Республики Конго и Республики Конго — двусторонние дипломатические отношения между Демократической Республикой Конго и Республикой Конго. Протяжённость государственной границы между странами составляет 1775 км.

## История
Оба государства расположены на одноимённой впадине Конго, а также через их территорию протекает река Конго в честь которой они и названы. Столицы двух стран, Браззавиль и Киншаса, являются двумя ближайшими столицами в мире после Рима и Ватикана, граничат друг с другом по обе стороны реки Конго. Поскольку эти франкоязычные страны ранее управлялись Бельгией и Францией, то являются государствами-членами Франкофонии.
Государства были вовлечены в дипломатические споры («дело LICOPA») в августе 1971 года, когда ДР Конго провозгласила временным поверенным в делах Республики Конго персоной нон грата. Несмотря на инцидент, отношения между двумя странами не были разорваны, и президент Заира Мобуту Сесе Секо подтвердил свою приверженность братским отношениям в Центральной Африке. 22 августа 1971 года суд Республики Конго приговорил члена «LICOPA» Андо Ибари к трём годам тюремного заключения и 10 годам высылки из страны за «нарушение внешней безопасности и распространение фейковых новостей».

## Дипломатические представительства
- Демократическая Республика Конго имеет посольство в Браззавиле[3].
- У Республики Конго имеется посольство в Киншасы[4].